# Fortificació la Presó
La Fortificació la Presó és una obra d'Urús (Baixa Cerdanya) declarada Bé Cultural d'Interès Nacional.

## Descripció
Al turó on es troba l'ermita de Sant Grau d'Urús es conserven les restes d'una torre de planta quadrangular, de 4,5 metres per banda. Els murs tenen un gruix aproximat de 2 metres i el pany de part més alt, el del costat nord, fa 3 metres; en la part alta d'aquest mur es visible l'arrencament d'una volta. El parament és de pedra calcària local sense desbastar lligada amb morter de calç.